# Велбъждско деспотство
Велбъждското деспотство, още и Велбъждско княжество (1371-1395), е самостоятелно феодално владение с център Велбъжд, дн. Кюстендил, образувало се след 1355 г. (след смъртта на сръбския цар Стефан Душан), вследствие от феодалния сепаратизъм на владетелите в Душановата държава.
Със сигурност, владението е напълно самостоятелно след смъртта на цар Стефан Урош V в края на 1371 г.

## Граници
Обхваща земите между Струма и Вардар - включва части от Поморавието и Североизточна Македония с днешните градове Трън, Радомир, Земен, Кюстендил, Дупница, Босилеград, Враня, Прешево, Крива паланка, Кратово, Куманово, Благоевград, Царево село, Кочани, Щип, Велес, Мелник, Сандански, Петрич, Берово, Струмица, Радовиш, Кавадарци, Дойран, както и Рилския манастир. Начело на Велбъждското деспотство e севастократор и деспот Деян, женен за Теодора - еднокръвна сестра на Стефан Душан от втория брак на баща му Стефан Дечански с Мария Палеологина. След смъртта на деспот Деян управлението е поето от жена му Теодора-Евдокия и синовете му Йоан Драгаш и Константин Драгаш, познати под името Деяновци. След Чирменската битка (1371), Велбъждското деспотство се разширява на юг, като обхваща дотогавашните земи на Иван Углеша. Според византийския историк Халкокондил, наследниците на княжеството чрез успешни войни и роднински връзки присъединяват още значителни територии от т.нар. албански владения и западните си съседи - князете Лазар Храбелянович и неговия наследник и син Стефан Лазаревич, както и от владенията на Вук Бранкович. Вероятно през този период 70-те и 80-те години на XIV век, Велбъжд става център и столица на владението. Интересно е, че по-късни османски хроники сочат Велбъжд като столица на България, може би и заради обстоятелството, че градът е последният значим български център в днешните български земи, паднал под османска власт – окончателно след 1427-1428 година.

## Титулатура
Деян Драгаш, който дава наименованието Деяновци на управителите на владението, е севастократор и деспот, а втората му съпруга Теодора, с монашеско име Евдокия, се именува царица (може би в качеството си на сестра на Стефан Душан). Йоан Драгаш се подписвал под актовете „деспот“, а Константин Драгаш - „господин“.

## История
Велбъждското княжество или деспотство става независима територия след разпадането на Душановата империя, вероятно в края на 1371 или в началото на 1372 година, т.е. след Черноменската битка и смъртта на цар Стефан Урош. Около 1373 година деспотството приема васално положение спрямо зараждащата се нова сила на Балканите - Османската държава. Със смъртта на майката Теодора-Евдокия и брата Йоан Драгаш (1381), управлението преминава в Константин Драгаш, който управлява като самостоятелен владетел. На негово име градът е наречен от турците чрез транскрипция на турски от български на наименованията Калосия, Баня, Константинова баня, Костендил, откъдето се е получило и идва днешното Кюстендил. Османските завоеватели са имали практика да назовават завладените градове по името на последния християнски владетел. След смъртта на Константин Драгаш през 1395 година, Велбъждското деспотство не престава да съществува - начело застава синът на Константин Драгаш - Яков, който обаче приема исляма и името Якуб. (Същият избор прави и първородният син на цар Йоан Шишман - Александър, който под името Искендер получава управлението на една област в Мала Азия). Историческите данни говорят, че последен владетел на земите на деспотството е Юсуф с християнско име Стефан, също деспот (според едни доведен син на Константин, според други - приел исляма негов роден син, а според трети - негов внук и син на Яков). Вероятно след поражението при Ангора, освен останалите християнски държави и владения, така и Велбъждското деспотство се възстановява в старите си граници.
Участието на Юсуф във войната за наследството на Баязид, на страната на Мехмед срещу Муса, осигурява в земите на княжеството спокойно съществуване след победата над брат му. По това време империята започва отново да провежда експанзионистична политика. Османските войски, предвождани от бейлербея на Румелия Турхан паша, превземат княжеската столица и сриват крепостните стени. Османците запазват административно територията на бившите княжески земи като Кюстендилски санджак - един от най-големите и богати санджаци в европейските владения на Османската империя.
Впоследствие (1453) най-значимото събитие в световната средновековна история - Падането на Константинопол се свързва с Деяновци, т.к. последния византийски император Константин XI Палеолог е син на император Мануил II Палеолог и Елена Драгаш, дъщеря на Константин Драгаш.
Първият руски цар Иван Грозни също е пряк потомък на Деяновци.